# 奈良県道257号才谷吉野山線
奈良県道257号才谷吉野山線（ならけんどう257ごう さいたによしのやません）は、奈良県吉野郡下市町から吉野郡吉野町に至る一般県道である。

## 概要
吉野郡下市町大字才谷から吉野郡吉野町大字吉野山に至る。

### 路線データ
- 起点：吉野郡下市町大字才谷（奈良県道48号洞川下市線交点）
- 終点：吉野郡吉野町大字吉野山（奈良県道15号桜井明日香吉野線交点）

## 地理

### 通過する自治体
- 奈良県
  - 吉野郡下市町 - 吉野郡吉野町

### 交差する道路
| 交差する道路                 | 市町村名 | 市町村名 | 交差する場所 | 交差する場所 |
| ---------------------------- | -------- | -------- | ------------ | ------------ |
| 奈良県道48号洞川下市線       | 吉野郡   | 下市町   | 大字才谷     | 起点         |
| 奈良県道15号桜井明日香吉野線 | 吉野郡   | 吉野町   | 大字吉野山   | 終点         |

### 沿線
- 吉野山
- 勝手神社